# Moos, Sovodenj
Moos je naselje v Občini Sovodenj v Okraju Špital ob Dravi  na Koroškem v Avstriji.